# Frederiksborg Slotssogn
Frederiksborg Slotssogn er et sogn i Hillerød Provsti (Helsingør Stift).
I 1800-tallet var Frederiksborg Slotssogn et selvstændigt pastorat. Det hørte til Lynge-Frederiksborg Herred i Frederiksborg Amt. I sognet ligger Frederiksborg Slotskirke. Den havde også været sognekirke for Hillerød Sogn i Hillerød Købstad siden 1631, hvor en storm ødelagde den gamle trækirke i Hillerød. Den nuværende Hillerød Kirke er opført i 1874. 
I 1966 blev Frederiksborg Slotssogn sognekommune indlemmet i Hillerød Købstad. Ved kommunalreformen i 1970 blev  købstaden og slotssognet kernen i Hillerød Kommune.
I Frederiksborg Slotssogn findes følgende autoriserede stednavne:
- Amtmandsvang (bebyggelse)
- Favrholm (ejerlav, landbrugsejendom)
- Hestehave (bebyggelse)
- Hillerødsholm (bebyggelse, ejerlav)
- Keldsvang (bebyggelse)
- Kikhusbakken (bebyggelse)
- Kildevænget (bebyggelse)
- Lille Dyrehavevang (bebyggelse)
- Nyhuse (bebyggelse, ejerlav)
- Rønnevang (bebyggelse)
- Salpetermosen (bebyggelse)
- Slotspavillonen (station)
- Tolvkarlevang (bebyggelse)
- Torsvang (bebyggelse)
- Torsvangmose (bebyggelse)
- Trollesbro (bebyggelse)
- Trollesminde (bebyggelse, ejerlav)
- Trollesvang (bebyggelse, ejerlav)

Indtil begyndelsen af 1900-tallet hed Hillerød også Frederiksborg, hvorefter navnet Hillerød vandt som byens navn. Man kunne altid se om man var i købstaden eller i slotssognet, for i Hillerød var der fliser på fortovene og i Slotssognet var der asfalt på fortovene. Således var eksempelvis venstre side af Jespervej asfalteret, og højre side var med fliser – kommunegrænsen gik midt i vejen.